# Элосеги, Иньиго
Иньиго Элосеги Момене (исп. Íñigo Elosegui Momeñe); (род. 6 марта 1998, Бильбао, Страна Басков) — испанский профессиональный шоссейный велогонщик, выступающий с 2020 года за команду мирового тура «Movistar Team».

## Достижения
2016
2-й Vuelta al Besaya — Генеральная классификация (юниоры)
1-й — Этап 3
3-й Чемпионат Испании — Индивидуальная гонка (юниоры)
2018
1-й  Чемпион Испании — Групповая гонка U23
1-й Antzuola Saria U23
1-й Circuito Aiala U26
1-й Andra Mari Sari Nagusia U23
3-й Mémorial Cirilo Zunzarren U26
2019
1-й Mémorial Valenciaga
1-й Prueba Alsasua U26
3-й San Roman Saria U23